# Pont Macaza
Le pont Macaza est un pont couvert située à La Macaza au Québec (Canada). Ce pont de 39,1 mètres a été construit en 1904 dans le but de franchir la rivière Macaza, qui était jugée trop dangereuse pour être traversé en chaland. Il est le seul pont couvert subsistant de la vallée de la Rouge et il a été cité comme immeuble patrimonial par la municipalité de La Macaza en 2016.

## Toponymie
Le nom du pont Macaza proviendrait du nom d'un Algonquin ou bien être tout simplement un mot algonquin signifiant « bagarreur ». Ce nom est repris dans le nom de la rivière Macaza et La Macaza. Le nom du pont a été adopté suit à un concours, remplaçant son ancien nom de pont Rouge.